# Levene socken
Levene socken i Västergötland ingick i Viste härad, före 1889 även delar i Kållands härad och Barne härad och området ingår sedan 1971 i Vara kommun och motsvarar från 2016 Levene distrikt.
Socknens areal är 33,47 kvadratkilometer varav 33,45 land. År 2000 fanns här 1 293 invånare.  Orten Håkantorp, tätorten Stora Levene samt kyrkbyn Levene med sockenkyrkan Levene kyrka ligger i socknen.

## Administrativ historik
Socknen har medeltida ursprung. Före 1889 ingick en del bestående av 3 471 tunnland Kållands härad, och en del bestående av 926  tunnland Barne härad.  
Vid kommunreformen 1862 övergick socknens ansvar för de kyrkliga frågorna till Levene församling och för de borgerliga frågorna bildades Levene landskommun. Landskommunen utökades 1952 och uppgick 1967 i Vara köping som 1971 ombildades till Vara kommun. Församlingen utökades 2002 och uppgick 2018 i Varabygdens församling.
Den 1 januari 1957 överfördes till socknen ett område omfattande en areal av 0,27 km², varav 0,26 km² land, och 108 invånare från Ryda socken.
1 januari 2016 inrättades distriktet Levene, med samma omfattning som församlingen hade 1999/2000.  
Socknen har tillhört län, fögderier, tingslag och domsagor enligt vad som beskrivs i artikeln Viste härad. De indelta soldaterna tillhörde Västgöta-Dals regemente, Livkompaniet och Västgöta regemente, Barne kompani.

## Geografi
Levene socken ligger nordväst om Vara. Socknen är en uppodlad slättbygd på Varaslätten med inslag i väster av rullstensåsar och skogsbygd.
Från Levene kom de nu utdöda Levenehästarna.

## Fornlämningar
En hällkista från stenåldern är funnen. Från järnåldern finns sex gravfält. En runsten, Levenestenen, finns vid kyrkan.

## Namnet
Namnet skrevs 1395 Liwini och kommer från kyrkbyn. Efterleden innehåller vin, 'betesmark; äng'. Förleden kan innehålla ett ånamn Lif eller Liva, 'den kliibbiga, dyiga', då syftande på Håkantorpsbäcken.